# Saint-Germain-au-Mont-d’Or
Saint-Germain-au-Mont-d’Or település Franciaországban, Métropole de Lyon különleges státuszú nagyvárosban (métropole: nagyjából „megyei jogú város”). Lakosainak száma 3037 fő (2022. január 1.). Saint-Germain-au-Mont-d’Or Massieux, Chasselay, Curis-au-Mont-d’Or, Neuville-sur-Saône, Poleymieux-au-Mont-d’Or, Quincieux és Genay községekkel határos.

## Népesség
A település népessége az elmúlt években az alábbi módon változott:
| Lakosok száma | 2929 | 3042 | 3187 | 3085 | 3043 | 3001 | 2981 | 2978 | 3037 |
|               | 2013 | 2015 | 2016 | 2017 | 2018 | 2019 | 2020 | 2021 | 2022 |